# Yukawa-potentiaal
De Japanner Hideki Yukawa deed in de jaren 30 van de 20e eeuw theoretisch onderzoek aan de sterke kernkracht, de kracht die de deeltjes in een atoomkern bijeen houdt. In zijn model stelde hij dat een nucleon (kerndeeltje) continu deeltjes uitzendt. Wanneer deze deeltjes een ander nucleon bereiken zal de uitwisseling van impuls (de botsing) zorgen voor een kracht tussen de nucleonen. Deze kracht wordt beschreven door een potentiaal die nu de Yukawa-potentiaal wordt genoemd
{\displaystyle V(r)=A{\frac {e^{-{\frac {mc}{\hbar }}r}}{r}}}
Yukawa publiceerde dit resultaat in 1935 in een artikel "On the Interaction of Elementary Particles. I." (Proc. Phys.-Math. Soc. Japan, 17, p. 48). Op basis van bovenstaande uitdrukking kon hij de massa m schatten van het deeltje dat de sterke kernkracht veroorzaakt. In 1947 werd inderdaad dit deeltje gevonden en wel met precies de eigenschappen zoals voorspeld door Yukawa. De vondst van dit door hem voorspelde deeltje, dat nu pi-meson of pion wordt genoemd, leverde hem twee jaar later de Nobelprijs op.

## Kernpotentiaal
In bijgaande grafiek is met rood de Yukawa-potentiaal aangegeven. Wat opvalt is dat voor kleine afstanden de potentiaal onbegrensd afneemt. Dit betekent dat twee nucleonen elkaar met een steeds grotere kracht aan zullen trekken, wat in werkelijkheid niet het geval is. Daarom dient voor kleine afstanden een correctie ingevoerd te worden die met zwart is aangegeven. Deze extra afstotende kracht is het gevolg van onder andere het uitsluitingsprincipe van Pauli.

## Virtuele deeltjes
Zoals gezegd was een van de aannames in Yukawa's model dat nucleonen continu pionen uitzenden. Voor het ontstaan van deeltjes is echter energie nodig, welke een nucleon zelf niet bezit. Gelukkig wil de natuur best een oogje dichtknijpen voor wat betreft het schenden van de wet van behoud van energie, echter wel voor heel even. En hoe meer energie er wordt 'geleend' hoe sneller het ook weer terug moet worden gebracht. Dit is een gevolg van de onzekerheidsrelatie van Heisenberg. Deeltjes die een korte levensduur hebben vanwege dit principe worden virtuele deeltjes genoemd.

## Aantrekkende kracht
De kernkracht komt in het model van Hideki Yukawa door het uitwisselen van pionen tussen de nucleonen. Dit is vergelijkbaar met de situatie waarin twee personen een bal overgooien. Bij het weggooien ondervindt de werper een kracht naar achter en degene die de bal vangt wordt erdoor weggeduwd. Wanneer beide personen geen wrijvingskracht zouden ondervinden die hen op hun plek houdt, zouden ze langzaam uit elkaar bewegen. Dit gevolg van 'impulsuitwisseling' levert dus een afstotende kracht op.
In het geval van de kernkracht is echter sprake van een aantrekkende kracht, wat deze analogie opbreekt. Wederom komt de onzekerheidsrelatie van Heisenberg te hulp. Echter is in dit geval vrij lastig voor te stellen wat er gebeurt, onder andere doordat de wereld van het kleine, zoals beschreven door de kwantummechanica, heel anders is dan we gewend zijn van het gedrag van macroscopische objecten. Bij deeltjes als pionen kun je niet spreken van een positie of een impuls zoals je dat voor een bal kunt. Er is een fundamentele onzekerheid in beide. Sterker nog, volgens de gangbare Kopenhaagse interpretatie heeft het pion, wanneer het niet in interactie is met een ander deeltje, helemaal geen precies gedefinieerde impuls of positie. Er is dus een kans dat wanneer een door een nucleon uitgezonden pion een ander nucleon treft, dit een impuls heeft dusdanig dat beide nucleonen naar elkaar toe bewegen.

## Massa van het pion
Met behulp van de Yukawa-potentiaal
{\displaystyle V(r)=C{\frac {e^{-r/r'}}{r}}} met {\displaystyle r'={\frac {\hbar }{mc}}}
kon Yukawa een schatting maken van de massa m van het deeltje dat zorgde voor de kracht tussen nucleonen. Hij deed dit door aan te nemen dat de interactie afvalt over een afstand ter grootte van ongeveer de kern. Dit is aannemelijk aangezien de kernkracht zich vooral binnen de kern zal manifesteren. r' in bovenstaande uitdrukking is een goede maat voor de relatieve grootte van de interactie. Bij gelijkstellen aan 2×10−15 m, de grootte van een kleine atoomkern, volgt een massa van ongeveer 200 maal die van een elektron.
Ook op basis van het onzekerheidsprincipe kan een (grove) schatting worden gemaakt van de pionmassa:
{\displaystyle \Delta E\Delta t\geq {\frac {\hbar }{2}}}
In een tijd {\displaystyle \Delta t} kan het pion een maximale afstand {\displaystyle c\Delta t} afleggen. De massa van dit pion kan geschat worden door {\displaystyle \Delta E} door c2 te delen
{\displaystyle m\approx {\frac {\Delta E}{c^{2}}}\approx {\frac {\hbar }{c^{2}\Delta t}}\approx {\frac {\hbar }{cr'}}}
waarbij r' de afstand aangeeft waarover het pion zich ongeveer kan bewegen. Dit is dezelfde uitdrukking voor de pionmassa als die verkregen met de Yukawa-potentiaal en geeft dus dezelfde schatting.

## Afleiding
Een formele afleiding van de Yukawa-potentiaal kan verkregen worden uit de Klein-Gordonvergelijking voor spinloze deeltjes als het pion. Hier zal de Yukawa-potentiaal opduiken als gevolg van enkele plausibiliteitsargumenten.
In het mechanisme voorgesteld door Yukawa zendt een nucleon continu deeltjes uit. De golffunctie van zo'n deeltje kan op (relatief) grote afstand benaderd worden door een bolsymmetrische golf van de vorm
{\displaystyle \psi (r)=A{\frac {e^{ikr}}{r}}}

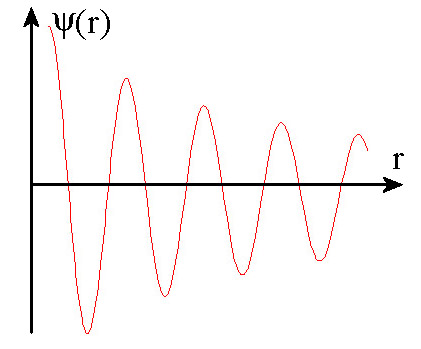
Het reële deel van de golffunctie

zoals in de figuur hiernaast weergegeven. Voor een uitgezonden pion is echter geen energie beschikbaar zodat via de relativistische relatie tussen energie en impuls {\displaystyle E^{2}=m^{2}c^{4}+p^{2}c^{2}} de impuls imaginair is:
{\displaystyle p^{2}c^{2}+m^{2}c^{4}=0\rightarrow p=imc}
Het golfgetal k is aan de impuls gerelateerd via {\displaystyle p=\hbar k}, zodat de golffunctie wordt
{\displaystyle \psi (r)=A{\frac {e^{-{\frac {mc}{\hbar }}r}}{r}}}
en dat is precies de Yukawa-potentiaal.

## Kwantumchromodynamica
Hoewel het model van Yukawa aardig in staat bleek bepaalde resultaten te verklaren, faalt het voor kleine afstanden. Tegenwoordig beschouwen we het mechanisme van het uitwisselen van pionen slechts als residuaal effect van de werkelijke sterke kernkracht zoals beschreven door de kwantumchromodynamica. Dit is vergelijkbaar met de status van de vanderwaalskrachten, die op grotere schaal een residu zijn van elementaire elektromagnetische krachten op kleinere schaal. 